# Falsepilysta bifasciata
Falsepilysta bifasciata es una especie de escarabajo longicornio del género Falsepilysta, tribu Apomecynini, familia Cerambycidae. Fue descrita científicamente por Aurivillius en 1923.
Se distribuye por Asia: Filipinas. Mide 9-12 milímetros de longitud. El período de vuelo ocurre en los meses de abril y julio.